# Србин инфо
Србин инфо је српски веб-сајт са седиштем у Београду. Покренут је у јулу 2012. године. Познат је по извештавању о темама које се тичу патриотизма међу Србима. Дејан Петар Златановић је главни уредник и власник веб-сајта.

## Уређивачка концепција
Србин инфо представља се као алтернативни медиј који објављује искључиво онлајн — преко свог интернет портала и јутјуб канала. Србин инфо се отворено залаже за српски национализам. Србин инфо редовно обавештава о активностима Народне патроле, организације против насељавања миграната у Србију, чији су чланови блиско повезани са покретом Нема предаје Косова и Метохије, а неки од њихових сталних гостију су бивши посланици и чланови политичке организације Двери, познате по конзервативно-десничарском ставу.
Током антивладиних протеста 2020/21. портал и јутјуб канал нагло су добили на популарности, нарочито због формата, где је Дејан Петар Златановић редовно извештавао са свих дешавања на улици, али са сталном тежњом да буде на најрепрезентативнијим (у случају протеста, најопаснијим) местима, уз континуирано извештавање. Од тада Србин инфо полако и стабилно гради препознатљивост као канал који покрива разне протесте без едитовања.